# Église éthiopienne Kale Heywet
L’Église éthiopienne Kale Heywet (anglais : Ethiopian Kale Heywet Church) est une association chrétienne évangélique internationale d'églises charismatiques.  Son siège est une megachurch à Addis-Abeba, en Éthiopie.  

## Histoire
L’Église éthiopienne Kale Heywet est fondée en 1927 dans le sud de  l’Éthiopie par l’organisation  missionnaire chrétienne évangélique SIM . Depuis 1974, l’Ethiopian Kale Heywot Church Development Commission, une organisation humanitaire liée à l’église a eu une influence importante dans le support des écoles du sud et de l’ouest du pays (salaires des enseignants, livres, tables et chaises) . En 2013, elle compterait 7.774 églises et 6,7 millions de membres .

## Statistiques
Selon un recensement de l’association d’églises en 2022, elle compterait 9 millions de membres, 10 000 églises, 9 écoles de théologie, 145 écoles bibliques .

## Croyances
L'association a une confession de foi charismatique.